# اچ‌ام‌اس کورنوال (۱۹۰۲)
اچ‌ام‌اس کورنوال (۱۹۰۲) (به انگلیسی: HMS Cornwall (1902)) یک کشتی بود که طول آن ۴۶۳٫۵ فوت (۱۴۱٫۳ متر) بود. این کشتی در سال ۱۹۰۲ ساخته شد.